# Гйотен-Мару
Гйотен-Мару (Gyoten Maru) — судно, яке під час Другої світової війни взяло участь у операціях японських збройних на Каролінських островах.
Судно заклали на гонконзькій верфі Hong Kong and Whampoa Dock як Empire Pagoda на замовлення британського Воєнного міністерства. Наприкінці грудня 1941-го Гонконг потрапив у руки японців, так що в підсумку Empire Pagoda завершили в 1943-му як Гйотен-Мару для Імперського флоту Японії (за іншими даними — для Імперської армії).
1 травня 1943-го Гйотен-Мару перебувало у складі конвою «Гонконг № 32» та неподалік від Шанхаю підірвалось на міні, зазнали поранень 5 членів екіпажу. Допомогу пошкодженому судно надав переобладнаний канонерський човен «Дайген-Мару № 7», а вже 3 травня воно змогло полишити цей район у складі конвою SHI-11, який 6 травня прибув до японського порту Муцуре.
Протягом наступних семи місяців Гйотен-Мару виконувало рейси біля узбережжя східної Азії, де, зокрема, відвідало порти Шанхай, Кап-Сен-Жак (наразі Вунгтау у В'єтнамі), Гонконг, Такао (наразі Гаосюн на Тайвані), Моджі, Татеяма.
6 лютого 1944-го Гйотен-Мару вирушив з Йокосуки у складі конвою № 3206, який мав доправити військовослужбовців 52-ї піхотної дивізії на атол Трук у центральній частині Каролінських островів (тут ще до війни створили потужну базу японського ВМФ, з якої до лютого 1944-го провадились операції в цілому ряді архіпелагів). Саме Гйотен-Мару прийняло на борт 1200 бійців з різноманітних підрозділів, зокрема 69-го та 150-го піхотних полків.
На початку 17 лютого 1944-го конвой був на підході до пункту призначення, дещо більш ніж за дві сотні кілометрів на північний захід від Труку. Тут його атакував підводний човен USS Tang, який випустив чотири торпеди та двома влучив у «Гйотен-Мару». Менш ніж за годину цей транспорт розломився навпіл та невдовзі затонув. Загинуло 8 членів екіпажу та невідома кількість військовослужбовців. Есмінець «Фуджінамі» прийняв на борт так багато вцілілих з «Гйотен-Мару», що був вимушений перервати рятувальну операцію через загрозу перевертання.